# Acestrorhynchus pantaneiro
Acestrorhynchus pantaneiro är en fiskart som beskrevs av Menezes 1992. Acestrorhynchus pantaneiro ingår i släktet Acestrorhynchus och familjen Acestrorhynchidae. Inga underarter finns listade i Catalogue of Life.